# Società ad azionariato diffuso
La società ad azionariato diffuso (S.a.d., in inglese public company) è un'impresa che suddivide il proprio capitale sociale tra moltissimi azionisti. 
Nonostante in inglese sia presente l'aggettivo public (pubblico) le società ad azionariato diffuso sono società di diritto privato e proprietà privata, che devono però tenere obbligatoriamente pubblici i propri bilanci. Per indicare quindi una società pubblica (quindi proprietà dello Stato o di un ente statale), in lingua inglese si utilizza la locuzione government-owned.

## Storia
Le società ad azionariato diffuso sono state, a partire dal XVIII secolo, strumenti ideali per la raccolta di grandi capitali, sia per la possibilità di partecipazione da parte di un vastissimo bacino di piccoli azionisti sia per la disponibilità di strumenti di pagamento diversi dal denaro a chi offre servizi alla compagnia (dai dipendenti ai fornitori) detti security, ovvero partecipazioni azionarie, derivati, obbligazioni, eccetera.
Negli Stati Uniti l'interesse che esse suscitano riguardo ad una valutazione precisa e veritiera del loro investimento viene garantito dal fatto che il prezzo dei titoli viene controllato dalla SEC (Securities and Exchange Commission) anno per anno con vari rapporti che rendono noti a tutti i rendimenti della società. Alcuni detrattori ritengono che questa misura di trasparenza rechi dei vantaggi alle imprese che non hanno l'obbligo di rendere pubblici tali dati (come le aziende private), dato che si rendono ad esse chiare le linee strategiche dei concorrenti ad azionariato diffuso.

## Caratteristiche
Le S.a.d. hanno una struttura polverizzata, perché il capitale di rischio è suddiviso in modo tale da impedire ai soci di possedere un numero di azioni superiore ad una percentuale minima del totale (tipicamente dal 3 al 5%): questo comporta che non sia presente un gruppo di controllo tra gli azionisti, ma sarà il gruppo dirigente a prendere le decisioni. La S.a.d. si configura quindi come un'impresa gestionale che delega la dirigenza a dei professionisti formati che non ne diventano i proprietari.
I piccoli azionisti vengono chiamati anche speculatori in quanto essi non sono interessati al controllo della società, bensì alla distribuzione di dividendi e alla compravendita dei relativi diritti (sulla quale, appunto, speculano al variare della valutazione del titolo), fungendo più da prestatori di denaro che veri proprietari. 
Questa forma di società ha una grande capacità di attirare investimenti e risorse (grazie ad un'ottima gestione ed affluenza di capitale) ma manca di progettualità: gli azionisti vogliono guadagnare sul proprio investimento e nel caso in cui ciò non avvenga sono disposti a vendere le proprie azioni, facendo calare il prezzo e il capital gain. Per questo motivo la dirigenza, al fine di conservare il valore dell'azienda (e il proprio posto di lavoro) mantengono massimo il numero di azionisti remunerandoli anno per anno, ciò impedisce tuttavia di avviare progetti a lungo termine.

## Analisi
Azionisti di minoranza
La società ad azionariato diffuso è spesso caratterizzata dal dominio di un numero ristretto di azionisti che detengono una quota pari al 10-20% del capitale azionario e governano con la maggioranza relativa dei voti. Il fatto che non rappresentino il 50% delle quote azionarie fa sì che si affermi un meccanismo di governo per il quale "chi decide è chi rischia meno", incentivando operazioni spericolate nelle quali gli affari e la beneficenza sono essenzialmente portati a termine con i soldi degli altri. Esistono strumenti di tutela dei piccoli risparmiatori che però rischiano di non essere attivati per il disinteresse di chi dovrebbe azionarli.
Gruppo dirigente
Sebbene l'adozione di un gruppo dirigente libero da vincoli finanziari porti innegabili vantaggi sul versante della reattività (con un capitale aperto l'azienda può cogliere al volo le opportunità di investimento), tuttavia ci si chiede come può la gestione di un non proprietario (un soggetto quindi più di altri propenso ad effettuare atti di opportunismo) quale è il dirigente, essere efficace ed efficiente. 
Sono noti, nel mondo aziendale, gli scontri tra le due compagini: 
- da una parte la proprietà, interessata alla riscossione dei dividendi, ed in misura minore alla perpetuità dell'impresa e responsabile delle strategie di fondo, cioè l'azionista,
- dall'altra la direzione, composta da professionisti del governo d'impresa, sicuramente intenzionato a rendere la società di cui è dipendente più importante, ma con scopi inevitabilmente personali (essere assunto da compagnie più grandi, stipendi maggiori, gratificazioni).

Un potenziale conflitto può manifestarsi, dunque, in sede di distribuzione del reddito d'esercizio: gli azionisti sono interessati a percepire per intero le quote di utili, l'alta direzione invece opterebbe per reinvestire tali capitali in autofinanziamento, al fine di potenziare la crescita d'impresa.
Rimane sempre inoltre il rischio che il gruppo dirigente, il cui mandato è a termine, si presti a trame e giochi di altre compagnie, che in futuro li gratificheranno adeguatamente.
Il tipo di gestione degli organi societari adottato dalle società ad azionariato diffuso tende dunque verso un'illimitata fiducia nei confronti del gruppo dirigente, sul quale incombe una minaccia sufficientemente forte: esso risponde dei risultati conseguiti, e non ha garanzie di rimanere in carica se fa perdere soldi al pubblico azionista. D'altra parte le direzioni che contemplano una gestione attiva (cioè in cui i soci prendono le decisioni), tipiche delle imprese tedesche e giapponesi (le cosiddette imprese consociative), hanno svantaggi speculari: un'eccessiva burocratizzazione aumenta il rischio di conflitti d'interesse, la leadership deve mantenersi sempre ben salda pur nelle inevitabili difficoltà. Infine le imprese padronali, tipicamente italiane, possiedono una compagine azionaria unitaria e stabile, che vincola finanziariamente e gestionalmente l'attività economica, il che assicura rapidità decisionale ma trascura la qualità e la rapidità della direzione.

## Il processo di trasformazione
Il processo di conversione di una compagnia, da privata a società ad azionariato diffuso (più raro, ma non impossibile, il caso contrario), è determinato da una serie di eventi che abbassano sensibilmente la rosa di possibili candidate a questo "salto". Innanzitutto è necessario che l'impresa abbia conseguito negli anni un rafforzamento significativo della liquidità e dei profitti, a cui segue un'offerta pubblica iniziale, che disperde le quote di capitale. In realtà questo è un passo tutt'altro che obbligato.

## Dati statistici
Quella delle società ad azionariato diffuso è una tipologia di impresa poco sviluppata in Europa (ad es. in Italia nel 2006 le società a proprietà diffusa sono il 17,7% sul totale), mentre negli Stati Uniti sono diffuse e spesso quotate in borsa.